# Sture Stork
Sture Henrik Stork  (ur. 25 lipca 1930 w Saltsjöbaden, zm. 27 marca 2002 w Trångsund) – szwedzki żeglarz sportowy. Dwukrotny medalista olimpijski.
Brał udział w dwóch igrzyskach (IO 56, IO 64), na obu zdobywał medale w klasie 5,5 m. W Melbourne Szwedzi triumfowali, osiem lat później zajęli drugie miejsce. Podczas obu startów sternikiem był Lars Thörn. W 1956 trzecim członkiem załogi był Hjalmar Karlsson, a w 1964 jego syn Arne.